# Café Hack (café)
 For alternative betydninger, se Café Hack. (Se også artikler, som begynder med Café Hack)
Café Hack er en café i centrum af Aarhus i samme bygning som Aarhus Teater.
Cafeen er opkaldt efter arkitekt Hack Kampmann, som har tegnet Aarhus Teater.
Café Hack-radioprogrammet på DR P4 har gjort cafeen landskendt.

## Ekstern hjemmeside
- Café Hacks hjemmeside